# هندسة وراثية طبيعية
الهندسة الوراثية الطبيعية (NGE) هي فئة من العمليات التي اقترحها عالم البيولوجيا الجزيئية جيمس شابيرو لحساب الحداثة التي نشأت في سياق التطور البيولوجي. طور شابيرو هذا العمل على مدى العديد من المنشورات التي استعرضها النظراء منذ عام 1992 وما بعده وفي وقت لاحق من كتابه عام 2011 «التطور: منظر من القرن الحادي والعشرين». استخدم الهندسة الوراثية الطبيعية لحساب العديد من الأمثلة المضادة المقترحة لهدف علم الأحياء الجزيئي الرئيسي (الاقتراح بأن اتجاه تدفق المعلومات التسلسلية هو فقط من الحمض النووي إلى الحمض النووي أو الحمض النووي إلى الحمض النووي الريبي إلى البروتينات، وليس العكس والذي تم رفضه جزئيًا في عام 1970). انطلق شابيرو من عمل متنوع مثل تكيف الجهاز المناعي للثديات، كبيرات النوى الهدبية وعلم التخلق. اكتسب العمل بعض الشهرة بعد أن دافع عنه مؤيدو التصميم الذكي بالرغم من نبذ شابيرو الصريح لتلك الحركة.

## المفهوم
طرح شابيرو أفكاره عن الهندسة الوراثية الطبيعية لأول مرة في عام 1992 واستمر بتطويرها من خلال كل من الأدبيات العلمية الأولية والعمل الموجه إلى جمهور أوسع وقد بلغت ذروتها في عام 2011 عند نشر كتابه التطور: منظور من القرن الواحد والعشرين.
الهندسة الوراثية الطبيعية هي رد فعل ضد الاصطناع التطوري الحديث وهدف علم الأحياء الجزيئي الرئيسي. تمت صياغة الاصطناع التطوري الحديث قبل توضيح بنية الحلزون المزدوج للحمض النووي ووصول البيولوجيا الجزيئية إلى وضعها الراهن البارز. بالنظر إلى ما كان معروفاً في ذلك الوقت فإنه كان يُعتبر أن نموذج بسيط وقوي للتغير الوراثي من خلال طفرة غير موجهة (كانت توصف بأنها «عشوائية») ومن خلال الانتقاء الطبيعي بأنه كافٍ لشرح التطور كما لوحظ في الطبيعة. حث اكتشاف طبيعة وأدوار الأحماض النووية في علم الوراثة ما يسمى بهدف علم الأحياء الجزيئي الرئيسي لفرانسيس كريك. «لا يمكن نقل المعلومات التسلسلية من بروتين إلى بروتين أو حمض نووي»
يشير شابيرو إلى أنه يمكن للأنظمة الخلوية المتعددة أن تؤثر على الحمض النووي استجابةً لمحرضات بيئية معينة. تتعارض هذه التغييرات «الموجهة» مع كل من الطفرات غير الموجهة في الاصطناع التطوري الحديث و (في تفسير شابيرو) الحظر المفروض على المعلومات التي تتدفق من البيئة إلى الجينوم.
يبدأ شابيرو بإدراج ثلاثة دروس من علم الوراثة الجزيئي في ورقة Genetica عام 1992 التي قدمت هذا المفهوم:
- هناك قدر مذهل من الحفظ الجيني عبر الحدود التصنيفية
- ينتج عن التركيب الموزاييكي للجينوم عدة جينات غير محلية ولها آثار متعددة على علم تطور السلالات وذلك بالاعتماد على عمل صديقتك ومعاونته باربرا مكلينتوك
- وجود آليات خلوية متعددة (بما في ذلك العناصر الوراثية المتحركة) التي يمكنها إعادة هيكلة الحمض النووي.

## العلاقة مع التصميم الذكي
يسرد شابيرو في مقالة في بوسطن ريفيو 1997 أربع فئات من الاكتشافات في البيولوجيا الجزيئية والتي لا يمكن تفسيرها من خلال الاصطناع التطوري الحديث بحسب تقديره:
في سياق المقال بشكل خاص وضمن عمل شابيرو بشكل عام يتم العثور على «الذكاء الموجه» داخل الخلية (على سبيل المثال في مقال في هافينغتون بوست بعنوان «الإدراك واتخاذ القرار الخلوي» يعرف شابيرو الإجراءات المعرفية بأنها تلك «القائمة على المعرفة وتتضمن اتخاذ قرارات مناسبة بناءً على المعلومات المكتسبة»، بحجة أن الخلايا تلبي هذه المعايير.). مع ذلك فإن الجمع بين الاصطناع التطوري الحديث ومناقشة الذكاء الخلاق قد لفت انتباه دعاة التصميم الذكي إلى عمله.
تم الاستشهاد بالهندسة الوراثية الطبيعية كجدل علمي مشروع (على عكس الخلافات التي أثارتها مختلف فروع الخلق). بينما يعتبر شابيرو الأسئلة التي يثيرها التصميم الذكي مثيرة للاهتمام، إلا أنه يقطع طرقًا مع الخلقيين من خلال اعتبار هذه المشكلات قابلة للتتبع العلمي (وتحديداً من خلال فهم كيفية لعب الهندسة الوراثية الطبيعية دوراً في تطور الحداثة).
مع نشر التطور: منظور من القرن الحادي والعشرين، ظهر عمل شابيرو مرة أخرى تحت المناقشة في مجتمع التصميم الذكي. في محادثة مع شابيرو، طلب وليام ديمبسكي أفكار شابيرو حول أصول أنظمة الهندسة الوراثية الطبيعية. أجاب شابيرو أن «من أين أتوا في المقام الأول ليس سؤالًا يمكننا الإجابة عليه بشكل واقعي في الوقت الراهن». أجاب شابيرو أن «من أين أتوا في المقام الأول ليس سؤالًا يمكننا الإجابة عليه بشكل واقعي في الوقت الراهن». بينما يرى ديمبسكي أن هذا الموقف لا يتعارض على الأقل مع التصميم الذكي إلا أن شابيرو رفض بشكل صريح ومتكرر كلاً من الخلق بشكل عام والتصميم الذكي بشكل خاص.

## النقد
في حين قيام شابيرو بتطوير الهندسة الوراثية الطبيعية في الأدب الذي يراجعه النظراء فإن الفكرة قد جذبت المزيد من الاهتمام عندما لخص عمله في كتابه التطور: منظور من القرن الحادي والعشرين. تمت مناقشة الكتاب ونقده بشكل واسع ويعود ذلك جزئياً إلى مناقشته لحركة التصميم الذكي. ينقسم النقد إلى فئتين رئيسيتين:
1. النظرية تعبر الخط إلى علم الغائية وهو خط يتجلى في المراجعة التي كتبها لاري موران.[15] يشتمل شكل حجة شابيرو على نقاط تشابه مع العديد من الحجج الخلقية التي تفيد بأن البيولوجيا المرصودة لا يمكن تفسيرها من خلال مزيج من الطفرة «العشوائية» (غير الموجهة) والانتقاء الطبيعي. أحد الردود المعيارية لهذه الحجج هو أنه يمكن تفسير البيولوجيا بشكل كاف دون التذرع بأسباب أعلى. تختلف وجهة نظر شابيرو اختلاف كبير عن وجهة نظر الخلقيين وليس أقلها لأن الأسباب العليا لا توجد إلا على مستوى الأجهزة الخلوية. مع ذلك فإنه بالنسبة لناقد غير مقتنع بالحاجة لأسباب عليا من غير المقنع استبدال الأسباب المادية العليا بالقوى الخارقة للطبيعية.
2. شابيرو لا يعط قراءة عادلة لهدف علم الأحياء الجزيئي الرئيسي. تتطلب قراءة شابيرو لهدف علم الأحياء الجزيئي الرئيسي بأنه يمكن للطفرات العشوائية فقط أن تكون أصل التغيير التطوري. إن كانت هذه النظرية صيحة فإن التجاهل الذي تقوم به الآليات التي حددها شابيرو (علم التخلق على سبيل المثال) لرخاوة هذا التطبيق لمصطلح "عشوائي يغالظ هذه القراءة بالفعل. مع ذلك فإن كريك وباقي علماء الوراثة كانوا مدركين تماماً لوجود المطفرات خلال صياغة وإعادة صياغة هدف علم الأحياء الجزيئي الرئيسي وفي الواقع حتى قبل اكتشاف آليات الوراثة البيولوجية.[25] التفسير الأكثر تحفظاً بحسب تعبير مارشال نيرنبرغ هو أن "الحمض النووي يصنع الحمض النووي الريبي وبالتالي البروتين".[26] بموجب هذه القراءة فإن البروتينات غير قادرة على تعديل الحمض النووي ولكن شابيرو يقدم أمثلة متعددة على أماكن حصول هذا بما في ذلك تعديل الهيستون، الفئات الفرعية المطفرة لأنزيمات الإزالة، التنظيم المكثف للعناصر الجينية المتحركة والفئات المختلفة للعناصر المنظمة للحمض النووي الريبي عبر مثيلة السيتوزين ونزع الأمين الإنزيمي.[27]

استجاب شابيرو للمراجعة في الذكاء التطوري.